# Park Jin-man
Dans ce nom coréen, le nom de famille, Park, précède le nom personnel.
Park Jin-man (né le 30 novembre 1976 à Incheon, Corée du Sud) est un instructeur coréen de baseball qui joue avec les SK Wyverns d'Incheon dans la ligue sud-coréenne de baseball.
Il a obtenu la médaille d'or de baseball lors des Jeux asiatiques 2002 à Pusan et la médaille de bronze lors des Jeux asiatiques 2006 à Doha, la médaille de bronze de baseball lors des jeux olympiques 2000 à Sydney et la médaille d'or de baseball lors des jeux olympiques 2008 à Pékin.
Il a obtenu la 3e place à la Classique mondiale de baseball 2006.